# Marathon van Frankfurt 1987
De marathon van Frankfurt 1987 werd gelopen op zondag 15 oktober 1987. Het was de zesde editie van deze marathon.
De Brit Lindsay Robertson zegevierde bij de mannen in 2:13.30. Hij had bijna twee minuten voorsprong op de Duitser Herbert Steffny. Bij de vrouwen won de Duitse Annabel Holtkamp de wedstrijd.
In totaal schreven 5312 lopers zich in voor de wedstrijd, waarvan er 4308 finishten.

## Uitslagen

### Mannen
| rang   | naam                   | land | tijd    |
| ------ | ---------------------- | ---- | ------- |
| Goud   | Lindsay Robertson      | SCO  | 2:13.30 |
| Zilver | Herbert Steffny        | GER  | 2:15.15 |
| Brons  | Ieuan Ellis            | WAL  | 2:15.40 |
| 4      | Christian Wolfsberg    | DEN  | 2:16.14 |
| 5      | Cristian Manuel Bustos | CHI  | 2:19.11 |
| 6      | Fernando Reis          | POR  | 2:19.24 |
| 7      | Zbigniew Kubala        | POL  | 2:19.41 |
| 8      | Tore Neby              | NOR  | 2:19.54 |
| 9      | Helmut Marenholz       | GER  | 2:20.14 |

### Vrouwen
| rang   | naam                 | land | tijd    |
| ------ | -------------------- | ---- | ------- |
| Goud   | Anna-Isabel Holtkamp | GER  | 2:45.19 |
| Zilver | Oddrun Hovsengen     | NOR  | 2:46.49 |
| Brons  | Britta Lorch         | GER  | 2:47.35 |
| 4      | Rosemary Altschäffl  | GER  | 2:48.26 |
| 5      | Janeth Mayal         | BRA  | 2:50.41 |
| 6      | Joy Noad             | FRA  | 2:54.19 |

1981 ·
1982 ·
1983 ·
1984 ·
1985 ·
1986 ·
1987 ·
1988 ·
1989 ·
1990 ·
1991 ·
1992 ·
1993 ·
1994 ·
1995 ·
1996 ·
1997 ·
1998 ·
1999 ·
2000 ·
2001 ·
2002 ·
2003 ·
2004 ·
2005 ·
2006 ·
2007 ·
2008 ·
2009 ·
2010 ·
2011 · 
2012 · 
2013 · 
2014 · 
2015 · 
2016 · 
2017